# (180367) VonFeldt
(180367) VonFeldt est un astéroïde de la ceinture principale.

## Description
(180367) VonFeldt est un astéroïde de la ceinture principale. Il fut découvert le 22 décembre 2003 à Needville par Don J. Wells. Il présente une orbite caractérisée par un demi-grand axe de 2,61 UA, une excentricité de 0,14 et une inclinaison de 7,1° par rapport à l'écliptique.